# 天主教皮烏拉總教區
天主教皮烏拉總教區（拉丁語：Dioecesis Piurensis）是秘魯一個羅馬天主教教省總教區，下轄四個教區，是該國七個總教區之一。
1940年2月29日設置本教區，1966年6月30日升為總教區。
總教區包括皮烏拉大區西部和通貝斯大區。2004年有教友1,250,448人（佔轄區總人口96.0%）、五十個堂區、九十三名司鐸。現任總主教為若瑟·安多尼·埃古倫·安塞爾米。